# Dacia (provincia romana)
La Dacia fu una e più province dell'impero romano, che all'inizio nella sua forma più grande comprese territori dell'attuale Romania e parte dell'Ungheria.

## Statuto
Fu costituita a partire dalla fine del 106 e gli inizi del 107 ed affidata ad un legatus Augusti pro praetore, da cui dipendevano due legati legionis e un procurator Augusti finanziario. Fra il 107 e il 108, Traiano cedette una parte del Banato agli Iazigi dopo averli sconfitti per mezzo del futuro successore Adriano, allora propretore della Pannonia Inferiore.
Probabilmente nel maggio del 118, dopo aver sedato una rivolta sempre degli Iazigi e anche dei Rossolani scoppiata forse sul finire del 117, lo stesso Adriano cedette del tutto il Banato, così come la Valacchia, e divise la provincia in due parti: Dacia Superior e Dacia Inferior, comprendenti i territori della Transilvania e l'Oltenia. Il comando generale era affidato ad un governatore di rango senatorio, che avesse in precedenza ricoperto il ruolo di pretore che era anche legatus della Legio XIII Gemina. Vi erano, inoltre, un procurator finanziario nella Superiore e uno ducenario nella Inferiore. Nel 123, in seguito alla vittoria di nuovo contro gli stessi e anche i Daci cosiddetti Limitanei, creò la provincia di Dacia Porolissensis che affidò sempre a un procuratore di rango equestre.
Nel 157-158, Antonino Pio dopo la soppressione di una rivolta rinominò la Superiore come Apulensis e nella capitale Apulum spostò la sede del governatore provinciale, e la Inferiore Malvensis.
Sotto Marco Aurelio, la provincia fu unificata amministrativamente e militarmente, con il nome di Tres Daciae, ma divisa nelle tre già esistenti sotto-province: Dacia Porolissensis con capoluogo Porolissum; Dacia Apulensis con Apulum; e Dacia Malvensis con Malva. Il comando generale fu affidato a un Propretore da cui dipendevano due Legati e tre procuratori finanziari. Esse avevano tuttavia una capitale comune, Ulpia Traiana Sarmizegetusa, e un'unica assemblea che discuteva gli affari provinciali, comunicava le lagnanze dei malcontenti e calcolava la ripartizione delle tassazioni.
| EVOLUZIONE DELLE PROVINCE DACICHE | EVOLUZIONE DELLE PROVINCE DACICHE     | EVOLUZIONE DELLE PROVINCE DACICHE     | EVOLUZIONE DELLE PROVINCE DACICHE | EVOLUZIONE DELLE PROVINCE DACICHE | EVOLUZIONE DELLE PROVINCE DACICHE | EVOLUZIONE DELLE PROVINCE DACICHE | EVOLUZIONE DELLE PROVINCE DACICHE        |
| --------------------------------- | ------------------------------------- | ------------------------------------- | --------------------------------- | --------------------------------- | --------------------------------- | --------------------------------- | ---------------------------------------- |
| prima della conquista romana      | sarmati Iazigi                        | sarmati Iazigi                        | Regno dei Daci                    | Regno dei Daci                    | Regno dei Daci                    | Regno dei Daci                    | Regno dei Daci                           |
| dal 102 al 105                    | Banato inglobato nella Mesia Superior | Banato inglobato nella Mesia Superior | Regno dei Daci                    | Regno dei Daci                    | Regno dei Daci                    | Regno dei Daci                    | Valacchia inglobata nella Mesia Inferior |
| dal 106-107/108 al 118            | Dacia romana                          | Dacia romana                          | Dacia romana                      | Dacia romana                      | Dacia romana                      | Dacia romana                      | Dacia romana                             |
| dal 118/123 al 157-158            | Banato ai sarmati Iazigi (clientes)   | Banato ai sarmati Iazigi (clientes)   | Dacia Superior                    | Dacia Porolissensis               | Dacia Inferior                    | Dacia Inferior                    | Valacchia ai sarmati Roxolani (clientes) |
| dal 157-158 al 256                | Banato ai sarmati Iazigi (clientes)   | Banato ai sarmati Iazigi (clientes)   | Dacia Apulensis                   | Dacia Porolissensis               | Dacia Malvensis                   | Dacia Malvensis                   | Valacchia ai sarmati Roxolani (clientes) |
| dal 256 al 271-274                | Banato ai sarmati Iazigi              | Banato ai sarmati Iazigi              | Dacia Apulensis                   | Tervingi?                         | Dacia Malvensis                   | Dacia Malvensis                   | Valacchia ai sarmati Roxolani            |

## Storia

### Preludio alla conquista romana (62 a.C- 89 d.C.)
Con l'arrivo del proconsole Gaio Antonio Ibrida nella provincia di Macedonia nel 62 a.C., l'esercito romano  iniziò a scontrarsi per la prima volta con popolazioni daciche nel territorio della Mesia Inferiore e Superiore. Ibrida venne  attaccato e sconfitto due volte durante questo periodo, prima dai Dardani in un luogo sconosciuto e poi nei pressi di Histria da una coalizione di popoli bastarni e sciti, che potrebbero essere stati sotto il comando del re dacico Burebista. Infatti, questi aveva assunto  il comando di un esercito coalizzato di  Bastarni, Sciti e Daci tra il 70 e il 60 a.C. e realizzò una vasta espansione del regno dei Daci, a nord fino al fiume Bug a Olbia Pontica, a sud nella Tracia, a est lungo il Mar Nero e ad ovest in Mesia e Pannonia. Durante la guerra civile tra Pompeo e Cesare, Pompeo cercò l'aiuto di Burebista, tuttavia, la battaglia di Farsalo pose fine a ogni possibilità di un'alleanza tra i due. Lo stesso Cesare aveva in programma di condurre una campagna contro la Dacia, tuttavia, sia Cesare che Burebista furono assassinati nel 44 a.C. e la stessa Dacia si frantumò poco dopo  politicamente  in diversi regni più piccoli. Successivamente i Daci ebbero un periodo  di rinascita e maggiore unità politica sotto il regno di Decebalo. Infatti, dall'85 all'89, i Daci, comandati prima dal vecchio re Duras-Diurpaneus, e poi da Decebalo, combatterono due guerre contro i Romani. La guerra terminò nell'89, in seguito anche alla disfatta romana subita ad opera di Marcomanni e Quadi, in cui Domiziano fu costretto a stipulare un trattato di pace di dubbia utilità per l'Impero, ché se da un lato garantiva la sicurezza del confine danubiano, dall'altro prevedeva per i Romani l'invio di istruttori militari, artigiani e anche denaro. I Daci restarono quindi indipendenti e Decebalo ricevette il titolo di "re cliente di Roma".

### La conquista della Dacia (101-106)

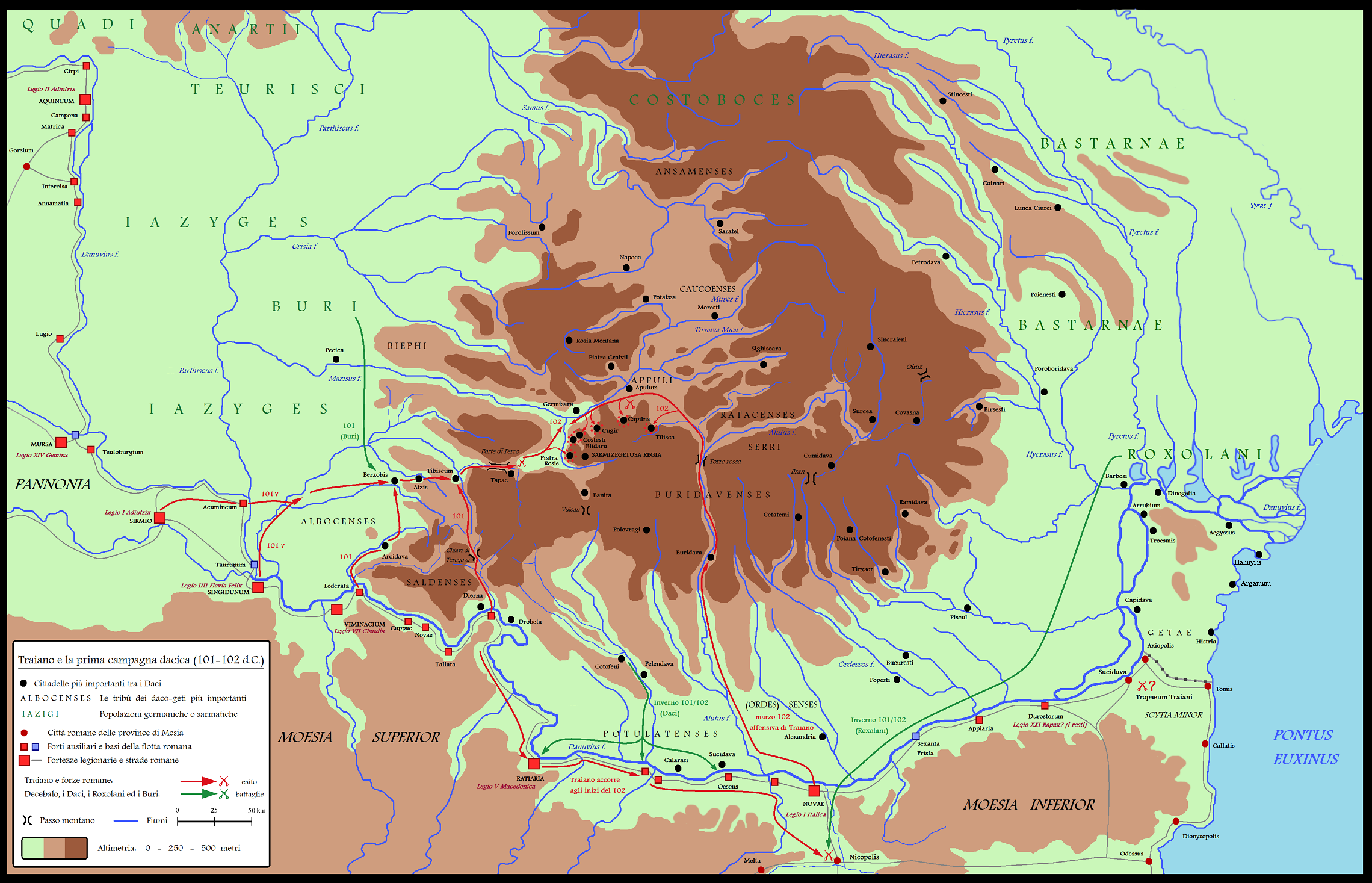
Conquista della Dacia: le campagne in Dacia di Traiano del 101 e 102.

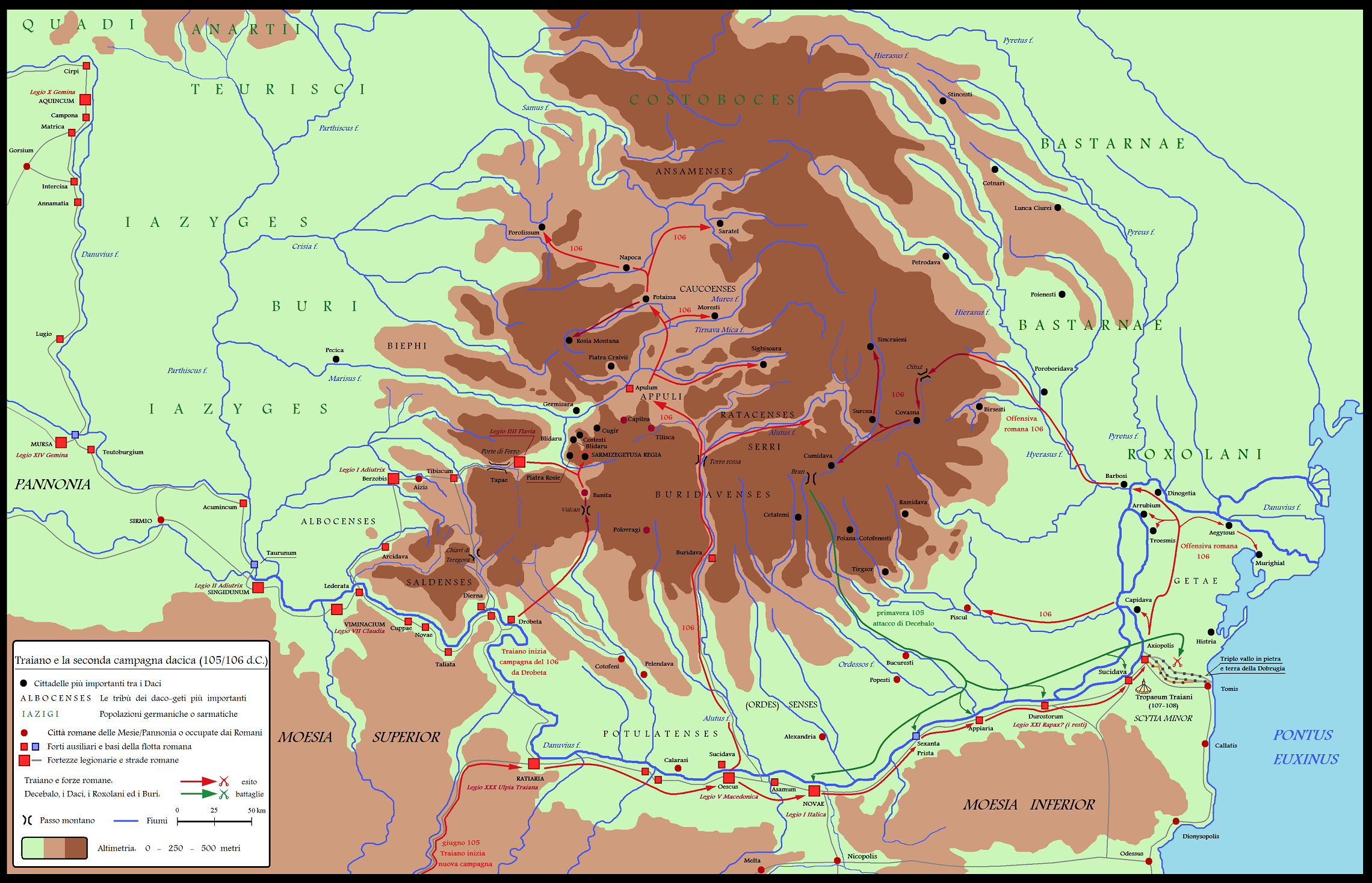
Conquista della Dacia: le campagne del 105 e 106.

Per mettere fine allo scomodo potere a nord del Danubio, e forse anche per risanare le finanze dell'Impero Romano con la cattura del famoso tesoro di Decebalo e delle sue miniere d'oro, Traiano decise di conquistare la Dacia, guadagnando così il controllo sulle miniere d'oro della Transilvania. 
Il risultato di questa prima campagna (101-102) fu l'assedio della capitale dacica Sarmizegetusa Regia e l'occupazione di parte del territorio. La seconda campagna (105-106) si concluse con il suicidio di Decebalo, e la conquista del territorio che avrebbe formato la provincia romana della Dacia Traiana. La storia della guerra fu scritta da Dione Cassio, ma molte informazioni sono deducibili dalle raffigurazioni scolpite sulla Colonna di Traiano a Roma.
La colonizzazione in massa della provincia con cittadini romani fatti giungere da gran parte delle province danubiane, permise all'impero di creare un saliente strategico all'interno del "mare barbarico" che si stendeva tra la piana ungherese del Tibisco ed i territori di Valacchia e Moldavia. Traiano era riuscito ad occupare questi ultimi territori ad est della Dacia che, però, alla sua morte furono abbandonati dal suo successore Adriano. Un errore strategico a cui non fu mai posto rimedio. Ciò avrebbe permesso di ridurre i confini imperiali, avanzando le unità militari sul basso Danubio fino al fiume Siret, con grande risparmio sulle economie militari dell'area.
La permanenza romana in Dacia, sebbene storicamente limitata a meno di due secoli (la provincia sarebbe stata infatti completamente abbandonata nel 271), lasciò un'impronta duratura sull'area, tanto che la lingua romena che si sarebbe sviluppata nei secoli successivi è rimasta, nonostante l'isolamento entro una regione europea successivamente slavizzata o magiarizzata, una lingua neolatina. E, non da ultimo, il moderno Stato che occupa il territorio dell'antica provincia, si chiama, non a caso, Romania.

### La dominazione romana (107-256)
| Traiano: Æ sesterzio                                                                                      | Traiano: Æ sesterzio |
| --- | --- |
| | |
| IMP CAES NERVAE Traiano AUG GER DAC P M TR P COS VI P P, testa laureata a destra con drappeggo su spalla; | DACIA AUGUST, la Dacia seduta su una roccia a sinistra, tiene un'aquila; due bambini di fronte, uno tiene in mano del grano, l'altro dell'uva; PROVINCIA S C in esergo su due linee. |
| 33 mm, 22.41 gr; coniato nel 112-115 nella zecca di Roma.                                                 | |

Il cuore del vecchio regno di Decebalo fu trasformato, insieme all'Oltenia occidentale ed al Banato, nella nuova provincia di Dacia, con capitale la città di nuova fondazione di Colonia Ulpia Traiana Augusta Dacica Sarmizegetusa (probabilmente sul tracciato del vecchio campo militare di Traiano).
Al contrario, buona parte della pianura della Valacchia (con l'installazione di alcuni forti di unità ausiliarie come a Piroboridava), della Muntenia e della Moldavia furono attribuite alla provincia di Mesia inferiore.
A causa della diminuzione della popolazione nel territorio conquistato, dovuta alle recenti guerre e conseguente alla migrazione di molti Daci a nord dei monti Carpazi e ad ovest nella piana del fiume Tibisco, vennero importati coloni per coltivare la terra e lavorare nelle miniere d'oro e di sale, tuttavia quest'ultime non di particolare importanza, a fianco alle popolazioni daciche. I coloni, oltre alle truppe legionarie, erano principalmente coloni romani di prima o seconda generazione provenienti dal Norico e dalla Pannonia, poi seguiti da altri coloni di Tracia, Mesia e Asia Minore.
I Romani costruirono forti per proteggersi dagli attacchi di Roxolani, Alani, Carpi, Iazigi, Buri, Vandali, Costoboci e Daci ancora liberi e costruirono tre grandi strade militari per unire le città principali.
Una quarta strada, successiva a Traiano, attraversava i Carpazi ed entrava in Transilvania dal passo di Turnu Roșu.
I Daci nei territori romani, adottarono la religione e la lingua dei conquistatori e l'attuale lingua rumena è una lingua neolatina confermando una precoce romanizzazione di questi territori.
La guerra in Dacia tornò d'attualità quando attorno alla seconda metà del II secolo, dalla regione della Slesia-Vistola mossero verso sud alcune delle popolazioni germaniche dei Vandali (Asdingi, Silingi e Lacringi), sospingendo i popoli che si trovavano a stretto contatto con l'impero romano, e che si affacciavano lungo limes danubiano e dacico, quali: Quadi, Marcomanni, Naristi, Iazigi, Daci liberi, Buri e Costoboci. La guerra che ne seguì fu devastante e durò per circa un ventennio dal 166/167 al 188. Al termine della quale si ebbe un discreto periodo di pace almeno fino a Caracalla. Sembra, infatti, che nel 213 si parli in alcune iscrizioni di un interprete dace (provenienti da Brigetio), che sembrano conseguenti a possibili spedizioni punitive contro i Daci liberi del Banato, compresi tra la Pannonia inferiore ad occidente e la Dacia ad oriente. E sempre a quest'anno sarebbero da attribuire anche due altre incursioni in Dacia e in Pannonia inferiore, lungo il tratto danubiano attorno ad Aquincum, ad opera di Carpi e Vandali.

### Ritiro romano (256-271)

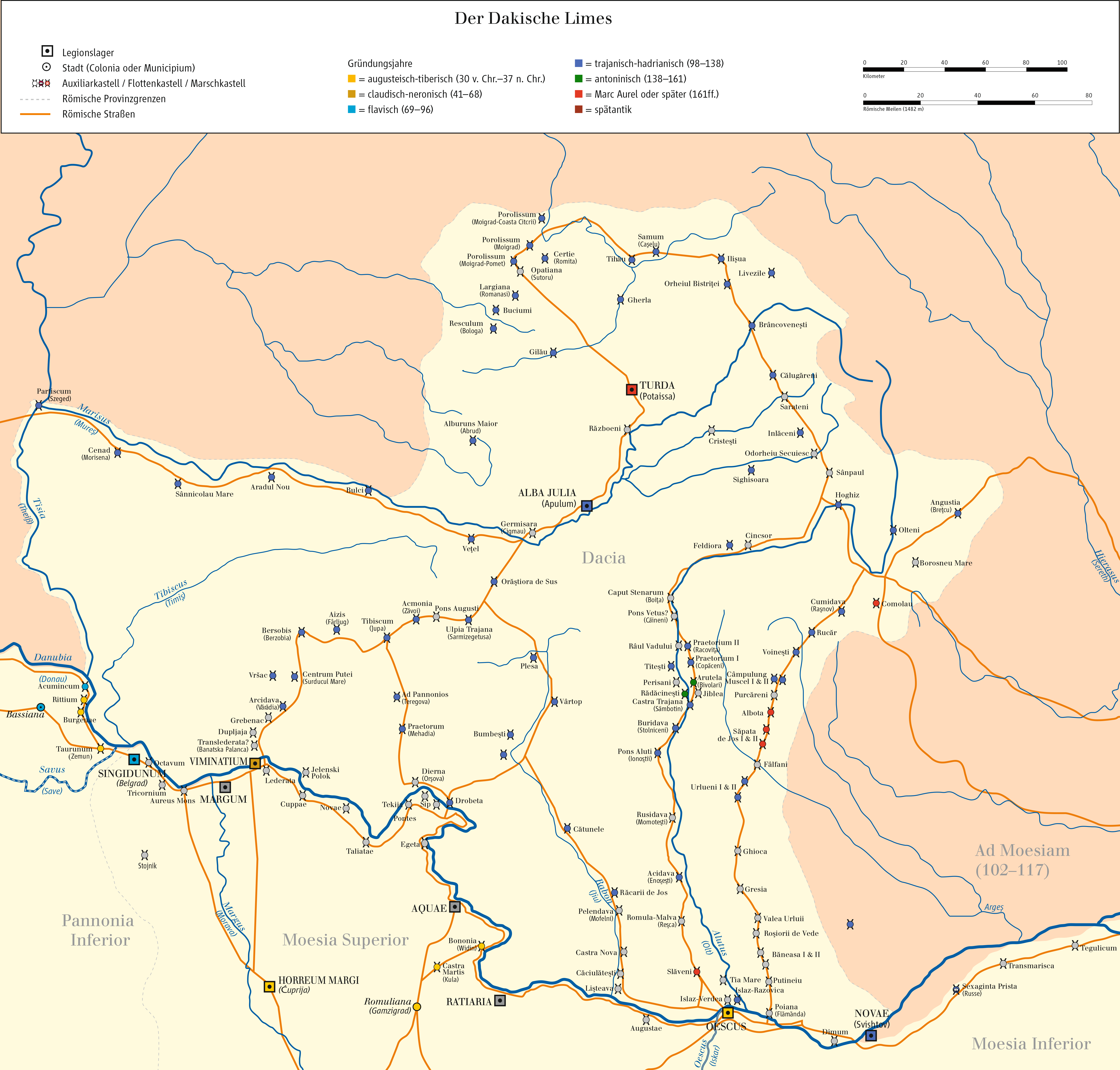
Mappa della Dacia romana con il suo complesso sistema di fortificazioni e difesa.

Il possedimento romano della Dacia era molto precario. Infatti, si dice che già Adriano, conscio della difficoltà nel mantenerlo, avesse contemplato l'idea di abbandonarlo, e sia stato scoraggiato solo dalla grande quantità di coloni.
Da questo momento per circa un quarantennio la Dacia fu sconvolta da continue invasioni da parte dei barbari, anche a causa della forma dei suoi territori allungati, al di là del limes-danubiano, nell'immenso "mare barbarico" della Sarmazia. E fu così che nel 256 l'imperatore Gallieno fu costretto ad abbandonare buona parte dei territori del Nord delle Tre Dacie (vale a dire tutta la Dacia Porolissensis e parte della Dacia Superiore), in seguito ad una nuova invasione di Goti e Carpi. Una volta attraversata la catena montuosa dei Carpazi, gli invasori riuscirono infatti a cacciare i Romani dalla zona settentrionale, con la sola eccezione delle zone più meridionali e prossime al Danubio (ovvero le attuali regioni dell'Oltenia e della Transilvania). Questi eventi sono stati tramandati da un breve passo di Eutropio e confermati dai numerosi scavi archeologici della zona, che testimoniano una totale cessazione delle iscrizioni e delle monete romane nel nord del Paese a partire proprio dal 256. È inoltre attestata la presenza di alcuni ufficiali delle legioni V Macedonica e XIII Gemina nei pressi di Poetovio, a conferma di un principio di "svuotamento" delle guarnigioni delle Tre Dacie a vantaggio della vicina Pannonia. Tuttavia la resistenza romana alle invasioni di Goti e Carpi nel sud della provincia fu celebrata l'anno successivo, quando a Gallieno fu attribuito l'appellativo di "Dacicus maximus".
L'ultimo atto doveva però consumarsi quindici anni più tardi (nel 271-273) quando l'imperatore Aureliano, a causa della crescente crisi lungo le frontiere danubiane, oltre alla secessione in Occidente dell'Impero delle Gallie ed in Oriente del Regno di Palmira, fu costretto ad evacuare la provincia delle Tre Dacie, sotto i crescenti colpi da parte soprattutto di Goti (in particolare, della tribù dei Tervingi) e Carpi, oltre ai Sarmati Iazigi della piana del Tibisco. Egli, sgombrando l'area a nord del Danubio, decise di formare tuttavia una nuova provincia di Dacia a sud del corso del grande fiume, scorporando due nuove regioni dalla Mesia inferiore: la "Dacia Ripense" e la "Dacia Mediterranea".
Le conseguenze dell'abbandono romano del bacino carpatico generò non solo nuove tensioni tra Goti e Gepidi ad oriente e Iazigi ad occidente, a causa del contatto tra le varie tribù, ma permise anche di rafforzare le frontiere del medio-basso corso del Danubio con il ritiro di due intere legioni (legio V Macedonica e legio XIII Gemina, posizionate ora ad Oescus e Ratiaria) ed un consistente numero di unità ausiliarie, per un totale complessivo di oltre quarantacinquemila armati.
L'abbandono della Dacia Traiana dei romani è menzionato dalla Historia Augusta e da Eutropio nel suo Breviarium, libro IX:
(Eutropio, Breviarium, libro IX.)
Dopo l'abbandono della Dacia, i numerosi coloni e militari che vi erano stati stanziati dovettero trasferirsi sulla riva destra del Danubio ed insediarsi nell'area a sud del grande fiume. I nuovi territori vennero, quindi, ribattezzati Dacia mediterranea e Dacia ripensis, in ricordo della provincia abbandonata: coincideva, in parte, con le regioni storiche di Mesia, Dardania ed Illirico. La Dacia fu elevata a diocesi nel 337.
| Abbandono della Dacia traiana (271-274) | Abbandono della Dacia traiana (271-274) | Abbandono della Dacia traiana (271-274)                                                                     | Abbandono della Dacia traiana (271-274) | Abbandono della Dacia traiana (271-274)                                                | Abbandono della Dacia traiana (271-274)                                             | Abbandono della Dacia traiana (271-274) |
| Immagine                                | Valore                                  | Dritto | Rovescio | Datazione                                                                              | Peso; diametro                                                                      | Catalogazione                           |
| --------------------------------------- | --------------------------------------- | --- | --- | -------------------------------------------------------------------------------------- | ----------------------------------------------------------------------------------- | --------------------------------------- |
|                                         | antoniniano                             | IMP AVR E LIANVS AVG, testa radiata busto con corazza verso destra, indossa un'aegis (armatura di Minerva); | DAC-IA FELIX, la Dacia in piedi di fronte, la mano destra tiene un bastone sormontato da una testa di un draco con drappeggio; in esergo una "S"(ecunda). | Dicembre 270/gennaio 271, moneta che celebra l'ultimo atto della Dacia traiana romana; | 20 mm, 4.29 g, 5h; Zecca di Mediolanum (Milano), seconda officina, prima emissione; | RIC V 108; BN 362; Venèra 1557.         |
| N.B.: Qui sopra alcuni esempi.          |                                         | | |                                                                                        |                                                                                     |                                         |

### Parziale occupazione della ex-provincia da Diocleziano a Costantino (284-337)
Più tardi, Diocleziano e Costantino riorganizzarono le province Dacia Mediterranea, Mesia Inferiore, Dardania, Prevalitania e Dacia Ripense in diocesi della Dacia, che insieme alla Macedonia formava la prefettura dell'Illirico. Vi è da aggiungere che Costantino nel corso degli anni 331-336 condusse le sue armate oltre il basso corso del Danubio tornando ad occupare, circa 60 anni dopo Aureliano, gran parte dei territori della Dacia meridionale, tanto da iniziare la costruzione di un nuovo sistema difensivo (chiamato Brazda lui Novac) e meritandosi il titolo di Dacicus maximus. Non a caso lo stesso Aurelio Vittore racconta che fu costruito un ponte sul Danubio (nel 328), oltre a numerosi forti e fortini in diverse località, a protezione dei confini imperiali.
Sempre in questi anni fu concluso un trattato (foedus) con i Goti Tervingi, secondo il quale questi ultimi si impegnarono a difenderne i confini imperiali. Da allora rimasero in pace fino al 375/376. Per questi successi Costantino ricevette anche il titolo di "Germanicus maximus", di "Debellator gentium barbararum" (debellatore delle genti barbare) e la monetazione del 332 e 333 ne celebrò la GOTHIA e la Sarmatia diventate nuove province romane. Vi sarebbero, infine, indizi archeologici secondo i quali Costantino avrebbe occupato parte del Banato montano, lungo pertanto le "vecchie" strade romane che da Dierna e Lederata, conducevano a Tibiscum sessant'anni prima.

## Difesa ed esercito

### Legioni romane
Il limes correva internamente alla provincia dove furono insediate appena dopo la conquista della Dacia, due legioni (dal 106 al 117): si trattava della legio IIII Flavia Felix a Berzobis e della legio XIII Gemina ad Apulum.
A partire da Publio Elio Traiano Adriano fu lasciata nella provincia una sola legione (la legio XIII Gemina ad Apulum), a cui fu aggiunta una seconda a partire dal 168 (la legio V Macedonica posizionata a Potaissa).

### Auxilia
Subito dopo la conquista dell'imperatore Traiano, furono installate all'interno dei confini della nuova provincia 4 Ali di cavalleria e 18 coorti di fanteria nel 110, aumentate fino a 28 entro la fine del suo principato.
Con i principati di Adriano e poi degli Antonini le unità ausiliarie furono aumentate fino ad un numero complessivo di quasi 40.000 armati (a cui andavano sommati altri 11.000 legionari). Secondo recenti studi si alternarono nella provincia non meno di 58 unità ausiliarie nel corso dei 165 anni di vita (tra alae, cohortes milliarie e quingenarie oltre a numeri). Sappiamo, infatti, da tutta una serie di iscrizioni epigrafiche che nella provincia c'erano:
nel 113nell'intera Dacia (non era stata ancora divisa in inferior e superior), 2 alae di cavalleria e 10 cohortes di fanteria, i cui nomi erano:
- per le ali: I Aug(usta) Ituraeorum e II Pannoniorum veterana;
- per le coorti: I Flavia Ulpia Hispanorum milliaria, I Brittannica milliaria civium Romanorum, I Augusta Ituraeorum sagittariorum, I Montanorum, I Hispanorum, I Cretum sagittariorum, I Alpinorum, II Brittannorum milliaria civium Romanorum Pia Fidelis, V Lingonum e VI Thracum oltre ad un numerus di pedites Brittanniciani.

nel 119nella sola Dacia superiore, 1 ala di cavalleria, oltre a 5 cohortes di fanteria, i cui nomi erano:
- per le ali: I (?) Hispanorum;
- per le coorti: I Alpinorum, I Brittannica milliaria civium Romanorum, II Brittonum civium Romanorum Pia Fidelis, V Gallorum e VIII Raetorum.

nel 145nella sola Dacia inferiore, 3 alae ed un numerus Illyricorum di cavalleria, oltre a 9 cohortes di fanteria, i cui nomi erano:
- per le ali: I Asturum, I Hispanorum e I Claudia Gallorum Capitoniana;
- per le coorti: I Flavia Commagenorum sagittariorum, I Bracaraugustanorum, I Tyriorum sagittariorum, I Augusta Pacensis Nervia Brittonum milliaria, I Hispanorum veterana, II Flavia Numidarum, II Flavia Bessorum, II Gallorum e III Gallorum.

nel 179nella sola Dacia superiore, 2 alae di cavalleria, una vexillatio peditum singularium Brittannicianorum, oltre a 12 cohortes di fanteria, i cui nomi erano:
- per le ali: I Batavorum e I Bosporanorum;
- per le coorti: I Alpinorum, I Augusta Ituraeorum, III Dalmatarum, V Gallorum, I Thracium sagittariorum, I Ubiorum, II Gallorum et Pannoniorum, I Vindelicorum, VIII Raetorum, III Campestrum, IIII Hispanorum e II Flavia Commagenorum.

### Unità ausiliarie di Daci
I Daci, inoltre, vennero reclutati nell'esercito romano sotto forma di unità ausiliarie di fanteria e cavalleria, molte delle quali furono impiegate nella costruzione e nella protezione del Vallo di Adriano in Britannia, o in altre parti dell'Impero Romano come:
- La Cohors I Dacorum Aelia milliaria nasce con Traiano e viene dislocata quasi subito in Britannia (come da diplomi del 126 e 158). È possibile che durante le guerre marcomanniche sia stata inviata nel Norico a Lauriacum, prima che venisse occupato dalla legio II Italica. Terminato il pericolo germanico torno in Britannia dove rimase almeno fino al termine del IV secolo, come riferisce la Notitia Dignitatum, a Banna.
- La Cohors II Dacorum Aurelia (milliaria?) è creata da Marco Aurelio durante le guerre marcomanniche, ed è dislocata in Pannonia inferiore.
- L'Ala I Ulpia Dacorum formata da Traiano e con le campagne partiche dello stesso trasferita in Oriente. Qui verrà posizionata in Cappadocia al tempo di Arriano, governatore di provincia nel 131-137.

La Colonna Antonina di Marco Aurelio e l'arco di Galerio di Galerio presentano raffigurazioni delle coorti daciche, con i loro caratteristici cappelli frigi e stendardi con il dragone sarmatico. La parola daga potrebbe derivare dal latino daca, un coltello dacico.

### I settori dilimesdella provincia dacica
A tal proposito qui sotto troverete alcune tabelle/legenda:
- legio = legione romana
- coh. = coorte
- mil = milliaria (composta da 1.000 uomini)
- eq. = coorte equitata
- ala = unità di cavalleria
- vexill = vexillationes
- c.R. = civium Romanorum

#### Limes Porolissensis
Questo tratto di limes si trovava nella parte più settentrionale della provincia. Andò a costituire parte integrante dell'omonima sotto-provincia creata ai tempi di Adriano o di Antonino Pio, quando la Dacia fu divisa in tre sotto-province. Questo limes aveva la funzione di proteggere la parte nord del bacino carpatico, dagli attacchi dei sarmati Iazigi, dei germani Buri e Vandali, e dei Costoboci. Lungo il suo precorso limitaneo si trovava l'importante forte ausiliario di Porolissum, mentre più a sud il castra legionario di Potaissa ed il centro amministrativo di Cluj-Napoca.
| Forte/burgus lungo il limes | località antica | località moderna | dal  | al        | Misure     | Unità ausiliarie presenti in differenti periodi                                                                                  |
| --------------------------- | --------------- | ---------------- | ---- | --------- | ---------- | --- |
| Forte di cohors             | Resculum        | Bologa           | 106? | Gallieno? | 2,8 ha     | Coh.I Aelia Gaesatorum mill. Coh.II Hispanorum scutata Cyrenaica eq.                                                             |
| Fortino                     |                 | Negreni          | 106? | Gallieno? | 0,8 ha?    | |
| Forte di cohors             |                 | Buciumi          | 106? | Gallieno? | 2,2 ha     | Coh. II Nervia? Augusta Brittonum                                                                                                |
| Forte di cohors             | Largina         | Românași         | 106? | Gallieno? | 1,5 ca. ha | Coh.I Hispaniorum Pia Fidelis Coh.VI Thracum                                                                                     |
| Forte di cohors             | Certinae        | Romita (Sălaj)   | 106? | Gallieno? | 3,0 ca. ha | Coh.I Batavorum mill. Coh.II Britannica mill.                                                                                    |
| Forte di più auxilia        | Porolissum      | Mirșid           | 106  | Gallieno? | 6,9 ha     | Coh.I Ulpia Brittonum Coh.V Lingonum Coh.I Augusta Ituaeorum Coh.II Dacorum Coh.VI Thracum Coh.I Hispanorum Numerus Palmyrenorum |
| Forte di cohors             |                 | Tihău            | ?    | Gallieno? | 1,5 ca. ha | Coh.I Cannanefatium |
| Forte di numerus            | Optatiana       | Sutoru           | ?    | Gallieno? | 0,8 ca. ha | Numerus Maurorum Optataniensium                                                                                                  |
| Forte di ala                |                 | Gilău            | 106  | Gallieno? | 3,0 ca. ha | Ala Siliana |
| fortezza legionaria         | Potaissa        | Turda            | 168  | 256/271   | 23,37 ha   | legio V Macedonica vexill. XIII Gemina                                                                                           |
| Forte di cohors             | Clus            | Cluj-Napoca      | 106  | Gallieno? | 3,0 ca. ha | Coh.III Campestris |
| Forte di ala                |                 | Gherla           | 106  | Gallieno? | 3,0 ca. ha | Ala II Pannoniorum |
| Forte di cohors             | Samum           | Cășeiu           | 106  | Gallieno? | 3,0 ca. ha | Coh.I Britannica mill.eq. Coh.II Britannica mill.                                                                                |
| Forte di ala                |                 | Ilișua           | 106  | Gallieno? | 3,0 ca. ha | Ala Tungrorum Frontoniana |
| Forte di cohors             |                 | Livezile         | 106? | Gallieno? | 2,0 ha     | |
| Forte di cohors             |                 | Orheiu Bistriței | 106? | Gallieno? | 2,0 ca. ha | Coh.I Hispanorum mill. |

#### Limesnel Banato
Il limes occidentale nella regione del Banato, rappresentò un settore fondamentale a protezione del "cuore" della provincia romana della Dacia contro le popolazioni della piana della Tisza (sarmati Iazigi e Daci liberi soprattutto). Era costituito da due principali strade militari che correvano lungo i suoi confini occidentali oltre ad una linea di penetrazione lungo la valle del Mureș, fino a Partiscum. I principali centri amministrativi e militari da cui si irradiavano i tre differenti limes verso ovest, erano Ulpia Traiana Sarmizegetusa (più a sud) e Micia (più a nord). A nord poi di quest'ultimo centro (peraltro poco distante dalla fortezza legionaria di Apulum) furono posti alcuni presidi (in primis il fortino di Abrud) a protezione degli importanti centri minerari d'oro e d'argento dell'Alburnus Maior.

##### Illimeslungo il Mureș
Il limes lungo il fiume Mureș, costituì un'importante via di comunicazione fino a Partiscum, e poi da qui fino alla Pannonia inferiore raggiungendo Lugio o Lussonium.
| Forte/burgus lungo il limes | località antica | località moderna | dal                  | al          | Misure                         | Unità ausiliarie presenti in differenti periodi                                              |
| --------------------------- | --------------- | ---------------- | -------------------- | ----------- | ------------------------------ | -------------------------------------------------------------------------------------------- |
| Forte ausiliario            | Micia           | Vețel            | Traiano              | 271         | 181 x 360 metri, pari a 6,5 ha | Ala I Hispanorum Campagonum Coh.II Flavia Commagenorum sagittaria Numerus Maurorum Micensium |
| Forte ausiliario?           |                 | Bulci            | Traiano?             | IV secolo   |                                | vexill legio XIII Gemina                                                                     |
| Forte ausiliario?           |                 | Arad             | Traiano              | III secolo? |                                | vexill legio XIII Gemina                                                                     |
| Forte ausiliario?           |                 | Sânnicolau Mare  | Traiano              | III secolo? |                                | vexill legio XIII Gemina                                                                     |
| Forte ausiliario?           | Morisena        | Cenad            | Traiano              | III secolo? |                                | vexill legio XIII Gemina                                                                     |
| Forte ausiliario?           | Partiscum       | Seghedino        | Traiano/Antonino Pio | III secolo? |                                | vexill legio XIII Gemina                                                                     |

##### Da Drobeta/Dierna a Sarmizegetusa/Micia
Fu certamente una delle principali vie di penetrazione nel "cuore" della Dacia fin dai tempi della conquista di Traiano. Con Adriano rappresentò il limes occidentale, a protezione della provincia Superiore.
| Forte/burgus lungo il limes                          | località antica             | località moderna          | dal                                | al                                       | Misure  | Unità ausiliarie presenti in differenti periodi |
| ---------------------------------------------------- | --------------------------- | ------------------------- | ---------------------------------- | ---------------------------------------- | ------- | --- |
| Forte ausiliario                                     | Drobeta                     | Drobeta-Turnu Severin     | 103-105                            | VI secolo                                | 1,6 ha  | vexill. legio I Italica vexill. legio IV Flavia Felix vexill. legio V Macedonica vexill. legio VII Claudia vexill. legio XIII Gemina Coh.I c.R. eq. Coh.I Antiochensium o Coh.I sagittariorum mill.[Antoniana] et [Gordiana] et [Philippiana] Coh.II Hispanorum Coh.I Cretum Coh.III Brittonum Coh.III Campestris |
| Forte ausiliario                                     | Dierna                      | Orșova                    | Traiano                            | IV secolo                                |         | vexill. legio V Macedonica vexill. legio XXII Primigenia vexill. legio XIII Gemina Coh.I Brittonum mill. |
| Forte ausiliario                                     | Praetorium                  | Mehadia                   | Traiano                            | Aureliano?                               | 1,6 ha  | vexill. legio IV Flavia Felix vexill. legio V Macedonica vexill. legio VII Claudia vexill. legio XIII Gemina Coh.III Delmatarum eq. mill. Coh.VII Raetorum |
| Forte ausiliario                                     | Ad Pannonios                | Teregova                  | Traiano                            | Aureliano?                               | 1,4 ha  | Coh.VIII Raetorum |
| Forte ausiliario                                     | Tibiscum                    | Jupa                      | Traiano                            | Aureliano?                               | 5,4 ha  | Coh.I Sagittariorum Coh.I Vindelicorum eq. mill. Numerus Maurorum Tibiscensium Numerus Palmyrenorum Tibiscensium |
| Forte ausiliario                                     | Acmonia                     | Zăvoi                     | Traiano                            | Aureliano?                               |         | |
| Fortezza legionaria poi centro urbano amministrativo | Ulpia Traiana Sarmizegetusa | Sarmizegetusa (Hunedoara) | 102 (fortezza) 107 (centro urbano) | 106 (fortezza) Aureliano (centro urbano) | 32,4 ha | legio IV Flavia Felix |
| Forte ausiliario                                     | Micia                       | Vețel                     | Traiano                            | 271                                      | 6,5 ha  | Ala I Hispanorum Campagonum Coh.II Flavia Commagenorum sagittaria Numerus Maurorum Micensium |

##### Da Viminacium (Mesia superiore) a Sarmizegetusa/Micia
La via fortificata più esterna, rispetto a quella che conduceva da Dierna a Tibiscum e poi a Ulpia Traiana Sarmizegetusa, fu quella che collegava la fortezza legionaria di Viminacium (in Mesia inferiore, a sud del Danubio) a quella di Berzobis e poi alla capitale della Dacia, fin dai tempi della conquista di Traiano (dagli anni 102-105). Con Adriano potrebbe esserci stato un parziale ritiro della truppe da questa via a vantaggio di quella più interna orientale (vedi sopra).
| Forte/burgus lungo il limes                          | località antica             | località moderna          | dal                                | al                                       | Misure      | Unità ausiliarie presenti in differenti periodi                                                           |
| ---------------------------------------------------- | --------------------------- | ------------------------- | ---------------------------------- | ---------------------------------------- | ----------- | --- |
| Forte ausiliario                                     | Lederata?                   | Banatska Palanka          | Traiano                            | Adriano?                                 |             | vexill. legio VII Claudia vexill. legio IV Flavia Felix Coh.I Cretum Coh.II Hispanorum Coh.II Pannoniorum |
| Forte ausiliario                                     |                             | Dupljaja                  | Traiano                            | Adriano?                                 |             | |
| Forte ausiliario                                     |                             | Grebenac                  | Traiano                            | Adriano?                                 |             | |
| Forte ausiliario                                     | Arcidava                    | Vărădia                   | 106                                | 111/118                                  | 2,8 ha      | Coh.I Vindelicorum eq.                                                                                    |
| Forte ausiliario                                     |                             | Vršac                     | Traiano                            | Adriano?                                 |             | |
| Forte ausiliario                                     | Centum Putei                | Surducu Mare              | Traiano                            | Adriano?                                 |             | vexill. legio IV Flavia Felix                                                                             |
| fortezza legionaria                                  | Berzobis                    | Bersovia                  | Traiano                            | Adriano?                                 | 20 ha       | legio IV Flavia Felix                                                                                     |
| Forte ausiliario                                     | Aizis                       | Fârliug                   | Traiano                            | Adriano?                                 | 130 m x...? | |
| Fortezza legionaria poi centro urbano amministrativo | Ulpia Traiana Sarmizegetusa | Sarmizegetusa (Hunedoara) | 102 (fortezza) 107 (centro urbano) | 106 (fortezza) Aureliano (centro urbano) | 32,4 ha     | legio IV Flavia Felix                                                                                     |
| Forte ausiliario                                     | Micia                       | Vețel                     | Traiano                            | 271                                      | 6,5 ha      | Ala I Hispanorum Campagonum Coh.II Flavia Commagenorum sagittaria Numerus Maurorum Micensium              |

#### Limes Alutanus e Transalutanus
Il sistema dei due limes Alutanus (lungo il corso del fiume Olt, chiamato dai Romani Alutus) e Transalutanus sembra fossero tra loro complementari. La loro costruzione sembra fu dovuta al ritiro da parte di Adriano dalla pianura della Valacchia e della Muntenia. Il primo limes, più occidentale, appariva come una tradizionale linea difensiva costituita da forti, fortini in pietra ed una strada militare pavimentata; il secondo era invece costituito da un semplice vallum con dei fortini in terra (di cui uno in pietra e due in mattoni), una specie di linea avanzata di avvistamento, a vantaggio della prima. Si trovavano a protezione della Dacia inferiore, lungo appunto la pianura della Valacchia.

##### Limes Alutanus
Il limes Alutanus era comporto quindi dai seguenti forti/fortini:
| Forte/burgus lungo il limes              | località antica          | località moderna    | dal                       | al        | Misure      | Unità ausiliarie presenti in differenti periodi                                             | Mappa |
| ---------------------------------------- | ------------------------ | ------------------- | ------------------------- | --------- | ----------- | ------------------------------------------------------------------------------------------- | ----- |
| Forte ausiliario                         |                          | Izlaz-Verdea        | Adriano? con interruzioni | Aureliano |             |                                                                                             |       |
| Forte ausiliario                         |                          | Izlaz-Racovița      | Adriano? con interruzioni | Aureliano |             |                                                                                             |       |
| Forte ausiliario                         |                          | Tia Mare            | Adriano? con interruzioni | Aureliano |             |                                                                                             |       |
| Forte alare e di numerus                 |                          | Slăveni             | Adriano? con interruzioni | Aureliano | 3,5 ha      | Ala I Hispanorum Coh.I Flavia Commagenorum Numerus singulariorum Numerus Syrorum Malvensium |       |
| Forte ausiliario e centro amministrativo | Romula (e/o forse Malva) | Reșca               | Adriano? con interruzioni | Aureliano | 1,5 ca. ha  | vexill legio VII Claudia Coh.I Flavia Commagenorum                                          |       |
| Forte di cohors                          | Acidava                  | Enoșești            | Adriano? con interruzioni | Aureliano | 3,0 ca. ha  | Coh.I Thracum Coh.I Flavia Commagenorum                                                     |       |
| Forte ausiliario                         | Rusidava                 | Drăgășani           | Adriano? con interruzioni | Aureliano | 3,0 ca. ha  |                                                                                             |       |
| Forte ausiliario                         | Pons Aluti               | Ionești             | Adriano? con interruzioni | Aureliano | 2,0 ca. ha  |                                                                                             |       |
| Forte ausiliario                         | Buridava                 | Râmnicu Vâlcea      | Adriano? con interruzioni | Aureliano | 3,0 ca. ha  | Coh.I Hispanorum Flavia Ulpia mill. Coh.II Flavia Bessorum                                  |       |
| Forte ausiliario                         | Castra Traiana           | Dăești              | Adriano? con interruzioni | Aureliano | 3,0 ca. ha? |                                                                                             |       |
| Forte ausiliario                         |                          | Jiblea              | Adriano? con interruzioni | Aureliano |             |                                                                                             |       |
| Fortino di numerus                       |                          | Rădăcinești         | Adriano? con interruzioni | Aureliano | 0,8 ca. ha? | Numerus Syrorum sagittariorum                                                               |       |
| Fortino di numerus                       | Arutela                  | Căciulata           | 137-138 con interruzioni  | 220 ca.?  | 0,4 ca. ha  | Numerus Syrorum sagittariorum                                                               |       |
| Forte ausiliario                         |                          | Perișani            | Adriano? con interruzioni | Aureliano |             |                                                                                             |       |
| Fortino di numerus                       |                          | Titești             | Adriano? con interruzioni | Aureliano | 0,3 ca. ha  |                                                                                             |       |
| Forte di numerus                         | Praetorium               | Copăceni (Racovița) | Adriano? con interruzioni | Aureliano |             | Numerus burgariorum et veredariorum                                                         |       |
| Forte ausiliario                         | Praetorium               | Racovița            | Adriano? con interruzioni | Aureliano |             |                                                                                             |       |
| Forte ausiliario                         | Pons Vetus               | Câineni             | Adriano? con interruzioni | Aureliano |             |                                                                                             |       |
| Forte ausiliario                         |                          | Râul Vadului        | Adriano? con interruzioni | Aureliano |             |                                                                                             |       |

##### Limes Transalutanus
Il limes Transalutanus era comporto invece dai seguenti forti/fortini:
| Forte/burgus lungo il limes               | località antica | località moderna | dal                                      | al        | Misure     | Unità ausiliarie presenti in differenti periodi |
| ----------------------------------------- | --------------- | ---------------- | ---------------------------------------- | --------- | ---------- | ----------------------------------------------- |
| Forte ausiliario                          |                 | Flămânda         | Adriano o Antonino Pio? con interruzioni | Aureliano |            |                                                 |
| Fortinino di numerus                      |                 | Putineiu         | Adriano o Antonino Pio? con interruzioni | Aureliano | 0,3 ca. ha |                                                 |
| Forte ausiliario                          |                 | Băneasa          | Adriano o Antonino Pio? con interruzioni | Aureliano | 2,2 ha     |                                                 |
| Forti ausiliari uno di piccole dimensioni |                 | Roșiorii de Vede | Adriano o Antonino Pio? con interruzioni | Aureliano | 0,3 ha     |                                                 |
| Forte ausiliario                          |                 | Gresia           | Adriano o Antonino Pio? con interruzioni | Aureliano | 0,3 ha     |                                                 |
| Forte ausiliario                          |                 | Crâmpoia         | Adriano o Antonino Pio? con interruzioni | Aureliano | 0,7 ha     |                                                 |
| Forte ausiliario                          |                 | Urlueni          | Adriano o Antonino Pio? con interruzioni | Aureliano | 1,3 ha     |                                                 |
| Forte ausiliario                          |                 | Urlueni          | Adriano o Antonino Pio? con interruzioni | Aureliano | 0,8 ha     |                                                 |
| Forte ausiliario                          |                 | Fâlfani          | Adriano o Antonino Pio? con interruzioni | Aureliano | 0,6 ha     |                                                 |
| Forte ausiliario                          |                 | Izbășești        | Adriano o Antonino Pio? con interruzioni | Aureliano |            |                                                 |
| Forte ausiliario                          |                 | Săpata de Jos    | Adriano o Antonino Pio? con interruzioni | Aureliano | 1,1 ha     |                                                 |
| Fortino ausiliario                        |                 | Săpata de Jos    | Adriano o Antonino Pio? con interruzioni | Aureliano | 0,16 ha    |                                                 |
| Fortino ausiliario                        |                 | Albota           | Adriano o Antonino Pio? con interruzioni | Aureliano | 0,4 ha     |                                                 |
| Forte ausiliario                          |                 | Purcăreni        | Adriano o Antonino Pio? con interruzioni | Aureliano | >1,6 ha    |                                                 |
| Forti ausiliari                           |                 | Câmpulung        | Adriano o Antonino Pio? con interruzioni | Aureliano |            |                                                 |
| Forte ausiliario                          |                 | Voinești         | Adriano o Antonino Pio? con interruzioni | Aureliano |            |                                                 |
| Forte ausiliario                          |                 | Rucăr            | Adriano o Antonino Pio? con interruzioni | Aureliano |            | Coh.II Flavia Bessorum                          |

#### Fortificazioni "interne" alla provincia, lungo lo Jiu
Le fortificazioni che si trovavano lungo il fiume Jiu costituirono una linea di penetrazione in territorio dacico fin dalla prima campagna di Traiano del 101-102. Potrebbero essere state utilizzate fino ai tempi dell'imperatore Settimio Severo non in modo continuativo.
| Forte/burgus lungo il limes | località antica | località moderna | dal     | al              | Misure | Unità ausiliarie presenti in differenti periodi                        |
| --------------------------- | --------------- | ---------------- | ------- | --------------- | ------ | ---------------------------------------------------------------------- |
| Forte ausiliario            |                 | Lișteava         | Traiano | ?               |        |                                                                        |
| Forte ausiliario            |                 | Căciulătești     | Traiano | ?               |        |                                                                        |
| Forte ausiliario            | Castranova      | Castranova       | Traiano | ?               |        |                                                                        |
| Forte ausiliario            | Pelendava       | Craiova          | Traiano | dopo Adriano?   |        |                                                                        |
| Forte di numerus            |                 | Răcarii de Jos   | Traiano | Antonino Pio?   |        | vexill. legio XIII Gemina Numerus Maurorum                             |
| Forte ausiliario            | Ad Mutriam      | Cătunele         | Traiano | ?               | 1,7 ha |                                                                        |
| Forte ausiliario            |                 | Pinoasa          | Traiano | ?               | 2,5 ha |                                                                        |
| Forte di coorte             |                 | Bumbești-Jiu     | Traiano | Settimio Severo | 2,8 ha | vexill. legio V Macedonica Coh.IV Cypria Coh.I Aurelia Brittonum mill. |
| Forte ausiliario            |                 | Vârtop           | Traiano | ?               | 1,5 ha |                                                                        |
| Forte ausiliario            |                 | Pleșa            | Traiano | ?               | 3,6 ha |                                                                        |

## Geografia politica ed economica
Nella Dacia romana sono state riconosciute, almeno fino ad oggi, undici principali insediamenti urbani di cittadini romani tra municipii e coloniae, tutte dotate di una relativa autonomia. Le istituzioni cittadine comprendevano:
- un consiglio cittadino (ordo decurionum);[66]
- magistrati annuali (duumviri, quattourviri iure dicundo, aediles,[67] quaestores[68] e quinquennales[69]);
- e cariche sacerdotali (pontifices,[70] augures[71] e flamines[72]).

### Principali insediamenti urbani e militari
Qui sotto potrete trovare un elenco dettagliato dei principali centri urbani e militari delle tres Daciae:
- Nella Dacia superior, poi Apulensis:
  - Colonia Ulpia Traiana Sarmizegetusa (oggi Sarmizegetusa, del distretto di Hunedoara, Romania), capitale delle province daciche fin dal 106/107;
  - Apulum (oggi Alba Iulia, distretto di Alba), centro urbano principale e più esteso dell'intera Dacia, fu importante fortezza legionaria (legio XIII Gemina) e centro giuridico della Superiore (poi Apulensis). Era costituito, oltre al centro militare, da un municipium Aurelium Apulense[73] (costituito sotto Marco Aurelio), divenuto poco dopo colonia Aurelia Apulensis[74] (sotto Commodo) e da un municipium Septimium Apulense più a nord (sotto Settimio Severo[75]);
  - Micia (oggi Vețel), centro militare a protezione del Banato e dell'Alburnus Maior della Superiore;
  - Tibiscum (oggi Jupa), centro militare del Banato (Dacia superiore) e municipio da Settimio Severo;
  - Dierna (oggi Orșova), fu in principio forte militare ausiliario;
  - Drobeta (oggi Drobeta-Turnu Severin), fu in principio forte militare ausiliario;
- Nella Dacia Porolissensis:
  - Clus (oggi Cluj-Napoca, distretto di Cluj), comando della Porolissensis, divenne municipio fin da Adriano[76] e colonia sotto Marco Aurelio/Commodo;[77]
  - Porolissum, importante centro militare della Porolissensis, fu municipio a partire da Settimio Severo;
  - Potaissa (oggi Turda, distretto di Cluj), comando militare dal 167-168;
- Nella Dacia inferior, poi Malvensis:
  - Buridava (oggi Stolniceni) comando militare della Inferiore (poi Malvensis).
  - Romula (oggi Reșca sull'Olt) centro amministrativo della Inferiore.

### Politica economica, commerciale e monetale
L'economia della nuova provincia si basava principalmente sull'agricoltura, l'apicoltura, la viticoltura, l'allevamento del bestiame, la produzione di ceramica e la metallurgia. Non a caso la nuova provincia romana di Dacia era rappresentata su un sesterzio (moneta romana), come una donna seduta con un bambino piccolo sulle ginocchia, che tiene delle spighe di grano, e un altro bambino seduto davanti a lei che tiene dei grappoli d'uva. Dalle ricche miniere della Transilvania, i Daci ed i nuovi Coloni, estraevano e lavoravano oro ed argento in notevoli quantità.